# Dojrzałość zbiorcza owoców
Dojrzałość zbiorcza owoców – stan fizjologicznego rozwoju owoców charakteryzujący się najmniejszą intensywnością oddychania, w którym są one już całkowicie wykształcone i wyrośnięte a szypułki łatwo odrywają się od pędu owoconośnego. Na ogół dojrzałość zbiorcza ma miejsce wcześniej (sporadycznie w tym samym czasie) niż dojrzałość konsumpcyjna lub przetwórcza. Jest wiele metod określania dojrzałości zbiorczej owoców a najczęściej bazują one na zmianie barwy zasadniczej skórki.
Najdokładniejsze metody jednak opierają się na pomiarze produkcji lub pomiarze stężenia etylenu w owocu, który to gaz uznawany jest za katalizatora enzymatycznie indukowanego procesu oddychania. Metoda ta ma szczególnie skuteczne zastosowanie u gatunków, których owoce charakteryzują się klimakterycznym charakterem dojrzewania. Metody oparte na tym ostatnim procesie ze względu na konieczność użycia kosztownej aparatury (chromatograf gazowy) nie mają zastosowania w praktyce a tylko w badaniach naukowych.